# بركي (سفلى أردستان)
برکي (بالفارسية: برکی) هي قرية تقع في إيران في Sofla Rural District. يقدر عدد سكانها بـ 6 نسمة بحسب إحصاء 2016.